# Litonija
Litonija (lat. Littonia), nekadašnji rod trajnica penjačica iz porodice mrazovčevki, smješten u tribus Colchiceae. Postojalo je 7 priznatih vrsta u tropskoj i južnoj Africi.
Vrste ovog roda učestalo se uključuju u Gloriosa, što je na kraju i priznato 
Littonia je mali rod u porodici Colchicaceae od oko 6 ili 7 vrsta iz Arabije, tropske Afrike i Južne Afrike. Nedavne taksonomske promjene Vinnerstena i Manninga (2007.) pružile su jasan dokaz da je Littonia vrlo blisko povezana s Gloriosom i stoga je uklopljena u Gloriosu. Hortikulturno, ova dva roda imaju vrlo slične zahtjeve od klijanja do navika rasta i mirovanja. 

## Vrste
1. Littonia flavovirens Dammer
2. Littonia grandiflora De Wild. & T.Durand
3. Littonia lindenii Baker
4. Littonia littonioides (Welw. ex Baker) K.Krause
5. Littonia modesta Hook.
6. Littonia revoilii Franch.
7. Littonia rigidifolia Bredell